# Jörg Bettendorf
Jörg Bettendorf (* 1946) ist ein ehemaliger deutscher Notar.

## Werdegang
Bettendorf war von 1983 bis zum Erreichen der Altersgrenze im Jahr 2016 als Notar tätig, zunächst in Krefeld, dann ab 2005 in Hilden.
Über seinen unmittelbaren beruflichen Wirkungskreis hinaus setzte er sich für die Belange seines Berufsstandes ein. Er wurde 1997 Mitglied des Vorstandes der Rheinischen Notarkammer und amtierte von 2001 bis April 2009 als deren Vizepräsident.
Seit der Gründung im Jahr 1981 an gehörte er lange dem EDV-Arbeitskreis der Rheinischen Notarkammer an und fungierte zudem als Vorsitzender des EDV-Ausschusses der Bundesnotarkammer. In diesen Ämtern trieb er maßgeblich die Nutzung der Informationstechnologie im Notariat voran. 
Er war wesentlich an der Gründung der Notarnet GmbH im Jahr 2000 beteiligt, die mit dem Notarnetz bundesweit Notaren ein gesichertes Netzwerk für die elektronische Kommunikation zur Verfügung stellt. Unter seiner Führung wurden 2005 EDV-Empfehlungen für Notare und Notarprüfer erstellt. Zudem arbeitete er entscheidend an der Einführung elektronischer Signaturen und einer Zertifizierungsstelle für digitale Signaturen bei der Bundesnotarkammer mit.

## Ehrungen
- 1993: Verdienstkreuz am Bande der Bundesrepublik Deutschland
- 2009: Verdienstkreuz 1. Klasse der Bundesrepublik Deutschland in Anerkennung der besonderen Verdienste des Geehrten um die vorsorgende Rechtspflege und den Notarstand

## Werke
- Elektronischer Rechtsverkehr. - Neuwied : Luchterhand, 2000
- EDV und Internet in der notariellen Praxis. - Köln : Heymann, 2002

| Personendaten    | Personendaten    |
| ---------------- | ---------------- |
| NAME             | Bettendorf, Jörg |
| KURZBESCHREIBUNG | deutscher Notar  |
| GEBURTSDATUM     | 1946             |